# Diogmites texanus
Diogmites texanus är en tvåvingeart som beskrevs av Stanley Willard Bromley 1934. Diogmites texanus ingår i släktet Diogmites och familjen rovflugor. Inga underarter finns listade i Catalogue of Life.